# Над Фройх
Над Фройх (др.‑ирл. Nad Froích; V век) — король Мунстера (первая половина — середина V века) из династии Эоганахтов.

## Биография
Над Фройх был одним из пяти сыновей первого короля Мунстера Коналла Корка и его второй супруги Айменд, дочери короля Корко Лойгде Энгуса Болга. После смерти короля Коналла Над Фройх сам взошёл на престол Мунстера. Одной из возможных дат начала его правления называют 431 год.
Над Фройх не упоминается в ирландских анналах. Основными источниками о жизни Над Фройха являются средневековые ирландские предания, наиболее ранние из которых были составлены уже в VII веке. Главная тема этих сказаний — распределение септов династии Эоганахтов по землям Мунстера и объяснение причин, почему только представители некоторых ветвей рода могли занимать престол этого королевства. В средневековых генеалогических трактатах Над Фройх и его сыновья упоминаются как главы-родоначальники четырёх мунстерских септов (Айнских, Кашелских, Айртирских и Глендамнахских Эоганахтов), представители которых неоднократно были королями Мунстера в V—X веках.
В житии святого Патрика рассказывается о том, что этот «апостол Ирландии» был с почётом принят Над Фройхом в его резиденции в Кашеле и что в благодарность за это святой лично крестил королевского сына Энгуса. Сообщение созданного в VII веке жития о существовании резиденции мунстерских правителей на Кашелской скале — одно из наиболее ранних по времени свидетельств об этом в исторических источниках.
Согласно ирландским генеалогиям, Над Фройх был дважды женат. Перовой его супругой была бриттка Фаохан, в браке с которой родился старший сын и наследник мунстерского престола Энгус. По данным трактата XII века «Banshenchas» («Об известных женщинах»), второй женой Над Фройха была Ангас, дочь короля Айргиаллы Кайрпре Дама Айркита и мать трёх сыновей — Айлиля, Эохайда и Федлимида. Дочь Над Фройха, Трессан, была первой супругой короля Коннахта Амалгайда мак Фиахраха.
Вопреки средневековому преданию из саги «История обнаружения Кашела», локализовавшему королевскую резиденцию Коналла Корка и Над Фройха на Кашелской скале, вероятно, только при Энгусе мак Над Фройхе эти земли попали непосредственно под власть королей Мунстера. Ранее же Эоганахты владели только областью Эли.
Точная дата смерти Над Фройха неизвестна. Созданные значительно позднее жизни этого короля Мунстера синхронистические таблицы правителей Ирландии — «Laud Synchronisms» — отводят ему двадцать два года правления. Согласно историческим источникам, Над Фройх являлся современником верховного короля Ирландии Ниалла Девять Заложников. Поэтому кончину Над Фройха историки приблизительно относят к периоду около 453 года. Новым правителем Мунстера стал сын умершего короля Энгус мак Над Фройх.